# Bertil Nyströmer
Carl Bertil Nyströmer, född den 1 oktober 1904 i Stockholm, död den 18 oktober 1995 i Solna, var en svensk företagsledare.
Nyströmer avlade officersexamen 1926. Han blev fänrik samma år och underlöjtnant vid Livgrenadjärregementet 1928. Nyströmer diplomerades från Handelshögskolan 1935. Han blev löjtnant på reservstat samma år och anställdes vid Liv-Thule. Nyströmer var personal- och kontorschef vid Thulebolagen 1936–1941 och avdelningschef vid statens organisationsnämnd 1941–1942. Han befordrades till kapten 1940, i reserven 1955–1974. Nyströmer blev chef för organisationsbyrån vid Åtvidabergs industrier 1942, försäljningschef där 1944 och ekonomidirektör 1947. Han var försäljningsdirektör i koncernen 1957–1960 samt verkställande direktör för Facit Electronics 1960–1964. Nyströmer blev riddare av Svärdsorden 1954.